# Phare de Race Rocks
Le phare de Race Rocks est un des deux phares mis en service sur la côte ouest du Canada en 1860.
Il est situé au sud de l'île de Vancouver, dans le district régional de la Capitale de Victoria, à environ 16 km de Victoria, dans la réserve écologique des Race Rocks.
Ce phare est géré par la Garde côtière canadienne .
Ce phare a été reconnu comme édifice fédéral du patrimoine par le bureau d'examen des édifices fédéraux du patrimoine en date du 1er août 1991.

## Description
C'est une tour cylindrique de 24,4 m de haut, avec des lignes blanches et noires, qui clignote toutes les 10 secondes avec une portée de 19 milles nautiques (environ 35 km).

## Historique
Il a été construit en 1859-1860, et a été allumé pour la première fois le 26 décembre 1860.
Il a été reconnu édifice fédéral du patrimoine en 1991.
Il a été automatisé en 1997. Une restauration de l'intérieur et de l'extérieur a été réalisée en 2009.

## Caractéristique dufeu maritime
Fréquence : 10 secondes (W)
- Lumière : 0,3 seconde
- Obscurité : 9,7 secondes